# Mylomys
Mylomys is een geslacht van knaagdieren uit de muizen en ratten van de Oude Wereld dat voorkomt van Guinee tot Ethiopië en Kenia. Dit geslacht is waarschijnlijk het nauwst verwant aan Pelomys en Arvicanthis, hoewel het meestal als een nauwe verwant van Golunda wordt gezien.
Tegenwoordig worden er twee soorten onderscheiden, de wijdverspreide M. dybowskii en de endemische Ethiopische soort M. rex, maar de status van M. rex is nog steeds niet duidelijk. Deze soort, waarvan slechts één exemplaar bekend is, is ook al eens als een reuzenvorm van Desmomys gezien, maar recente informatie geeft aan dat het waarschijnlijk een aparte soort is, die lichtelijk van M. dybowskii verschilt.
Er zijn twee soorten:
- Mylomys dybowskii (Guinee tot Kenia)
- Mylomys rex (Charada-bos in Ethiopië)